# Katarina Mazetti
Katarina Mazetti (29. dubna 1944 Stockholm – 30. května 2025) byla švédská spisovatelka, novinářka, rozhlasová producentka a moderátorka, autorka literatury pro děti a mládež a románů se společenskou tematikou.

## Život
Katarina Mazetti, rodačka ze Stockholmu, vyrůstala v Karlskroně, přístavním městě v jižním Švédsku. Po studiu žurnalistiky, začala pracovat v místních novinách. Později pokračovala ve studiu a získala diplom ze švédštiny a angličtiny na univerzitě v Lundu. Chtěla se dál věnovat novinářství, ale z rodinných důvodů přijala práci učitelky. K novinářské práci se dostala až v roce 1989, kdy do roku 2004 pracovala ve Sveriges Radio jako rozhlasová moderátorka a producentka rozhlasových pořadů. Od roku 1988 začala psát knihy pro děti a mládež, ale teprve román z roku 1998 Grabben i graven bredvid (česky: Chlápek od vedlejšího hrobu, 2011) ji zařadil mezi uznávané spisovatelky. Román byl přeložen do 23 jazyků a dočkal se i filmové a muzikálové podoby. Autorka v něm zúročila své zkušenosti z venkovského života na malé farmě v severním Švédsku, kam se odstěhovala s manželem a čtyřmi dětmi. Úspěch románu si vyžádal pokračování, které vyšlo v roce 2005 pod názvem Familjegraven (česky: Rodinná hrobka, 2011). Žila a tvořila v Lundu.

## Dílo
- 1988 Här kommer tjocka släkten
- 1991 Köttvars trollformler
- 1993 Grod Jul på Näsbrännan eller Skuggan av en gris
- 1993 Handbok för martyrer
- 1995 Det är slut mellan Gud och mej )
- 1998 Det är slut mellan Rödluvan och vargen
- 1998 Den hungriga handväskan
- 1998 Grabben i graven bredvid
- 1999 Krigshjältar och konduktörer
- 2001 Mazettis blandning
- 2001 Fjärrkontrolleriet: äventyrs- och kärlekshistoria för barn
- 2001 Tyst! Du är död!
- 2002 Slutet är bara början
- 2003 Tarzans tårar
- 2004 Mazettis nya blandning
- 2005 Familjegraven : pokračování románu Grabben i graven bredvid
- 2005 Ottos äventyr
- 2007 Mitt himmelska kramdjur
- 2008 Slump
- 2008 Blandat blod
- 2008 Mitt liv som pingvin
- 2012 Kusinerna Karlsson 1: Spöken och spioner
- 2012 Kusinerna Karlsson 2: Vildingar och vombater
- 2013 Kusinerna Karlsson 3: Vikingar och vampyrer
- 2013 Kusinerna Karlsson 4: Monster och mörker
- 2014 Kusinerna Karlsson 5: Skräckbåten och Svarta damen
- 2015 Kusinerna Karlsson 6: Pappor och pirater
- 2015 Snö kan brinna

### Česky vyšlo
- 1999 A konec! (Det är slut mellan Gud och mej), Albatros, překlad: Jarka Vrbová
- 2011 Chlápek od vedlejšího hrobu (Grabben i graven bredvid), Motto, překlad: Eva Nováčková
- 2011 Rodinná hrobka (Familjegraven), Motto, překlad: Eva Nováčková
- 2012 Šťastně až do smrti (Tarzans tårar), Motto, překlad: Eva Nováčková